# Trung Thành, Thanh Hóa
Trung Thành là một xã thuộc tỉnh Thanh Hóa, Việt Nam.
Được thành lập ngày 16 tháng 6 năm 2025 trên cơ sở các xã Thành Sơn, Trung Thành của huyện Quan Hóa, xã Trung Thành chính thức hoạt động từ ngày 1 tháng 7 năm 2025.

## Địa lý
Xã Trung Thành nằm hai bên bờ sông Mã ở vùng cao phía tây bắc tỉnh Thanh Hóa, có vị trí địa lý:
- Phía đông giáp xã Phú Lệ
- Phía nam giáp các xã Phú Lệ, Hiền Kiệt
- Phía tây giáp các xã Trung Sơn, Trung Lý
- Phía bắc giáp xã Trung Sơn và tỉnh Phú Thọ.

Xã Trung Thành có diện tích tự nhiên 135,64 km², quy mô dân số năm 2024 là 5.513 người, mật độ dân số đạt 41 người/km².

## Lịch sử
Sau năm 1954, Trung Thành là một xã thuộc huyện Quan Hóa. Địa bàn khi ấy của xã tương ứng với các xã Trung Thành, Trung Sơn hiện nay.
Theo Quyết định số 30-CP ngày 6 tháng 3 năm 1963 của Hội đồng Chính phủ, xã Trung Thành được chia thành 2 xã mới: Trung Thành, Trung Sơn. Xã Trung Thành có 11 xóm: Bai, Bước, Cang, Cá, Long, Pai, Pu, Sáu, Tang, Tân Hương, Xây.
Ngày 29 tháng 2 năm 1988, Hội đồng Bộ trưởng ban hành Quyết định số 19/HĐBT (có hiệu lực kể từ ngày ban hành); xã Trung Thành được chia thành 2 xã Trung Thành, Thành Sơn.
- Xã Trung Thành còn 8.222 ha và 2.680 người, gồm 8 chòm bản: Cá, Chiềng, Lọng, Phai, Sậy, Tang, Trung Lập, Trung Tân
- Xã Thành Sơn có 5.298 ha và 2.720 người, gồm 6 chòm bản: Bai, Bước, Pu, Tân Hương, Thành Tân, Thành Yên.

Năm 2018, xã Trung Thành có 10 bản, xã Thành Sơn có 8 bản. Ngày 11 tháng 7 cùng năm, Hội đồng nhân dân tỉnh Thanh Hóa khóa XVII thông qua Nghị quyết về việc sắp xếp thôn, tổ dân phố trên địa bàn tỉnh. Theo đó:
- Xã Trung Thành: nhập bản Trung Tâm và bản Trung Lập thành bản Tân Lập, nhập bản Trung Tiến và bản Trung Thắng thành bản Tiến Thắng
- Xã Thành Sơn: nhập bản Nam Thành và bản Chiềng Yên thành bản Thành Yên.

Sau sắp xếp, xã Trung Thành còn 8 bản, xã Thành Sơn còn 7 bản.
Ngày 16 tháng 6 năm 2025, huyện Quan Hóa bị giải thể do bỏ cấp huyện; xã Trung Thành được thành lập theo Nghị quyết số 1686/NQ-UBTVQH15 của Ủy ban Thường vụ Quốc hội trên cơ sở sáp nhập toàn bộ diện tích tự nhiên và quy mô dân số của 2 xã Thành Sơn, Trung Thành từng thuộc huyện Quan Hóa. Xã này chính thức hoạt động từ ngày 1 tháng 7 năm 2025, là đơn vị hành chính trực thuộc tỉnh Thanh Hóa.

## Hành chính
Xã Trung Thành có 15 bản. Dưới đây là danh sách các bản theo địa giới từng xã cũ:
| Mã    | Tên xã      | Hành chính | Hành chính                                                  |
| Mã    | Tên xã      | Số lượng   | Danh sách                                                   |
| ----- | ----------- | ---------- | ----------------------------------------------------------- |
| 14872 | Thành Sơn   | 7 bản      | Bai, Bước, Pu, Sơn Thành, Tân Hương, Thành Tân, Thành Yên   |
| 14881 | Trung Thành | 8 bản      | Bốc Hiềng, Cá, Chiềng, Phai, Sạy, Tang, Tân Lập, Tiến Thắng |